# Barchetsee
Der Barchetsse ist ein Toteissee in der Gemeinde Neunforn im Schweizer Kanton Thurgau. Er ist für seine schwimmenden Inseln bekannt. Seit 1991 ist der Barchetsee ein Naturreservat des Kantons Thurgau.

## Geschichte des Namens
Der Barchetsee hat seinen Namen von einer aus Hanfstengeln hergestellten Bettwäsche, bzw. dem aufgerauten Stoff, der Barchent oder im Dialekt Barchet genannt wird. Der Barchetsee wurde zur Herstellung dieses Stoffes benutzt. Um den Faulungsprozess (Mazeration) zu starten, wurden die Hanffasern in den See gelegt.

## Entstehungsgeschichte
Durch den Thurgletscher geprägt, konnte sich auf Grund der exponierten Lage oberhalb der Thur ein Toteissee bilden. Dies passierte etwa 20000 Jahre v. Chr. während der jüngsten Eiszeit. Durch die Stirnmoränen der Zunge des Thurgletschers wurde das Schmelzwasser vom Abfliessen in den Nordwesten und Westen gehindert. Dies führte zur Bildung von flachen Seen, die wieder durch das von dem Gletscher kommende Geröll aufgefüllt wurden. Die dadurch erzeugten Mulden bildeten die Ausgangslage, die sich durch von dem Gletscher abgetrennten Eisblöcken zu Seen vervollständigten.

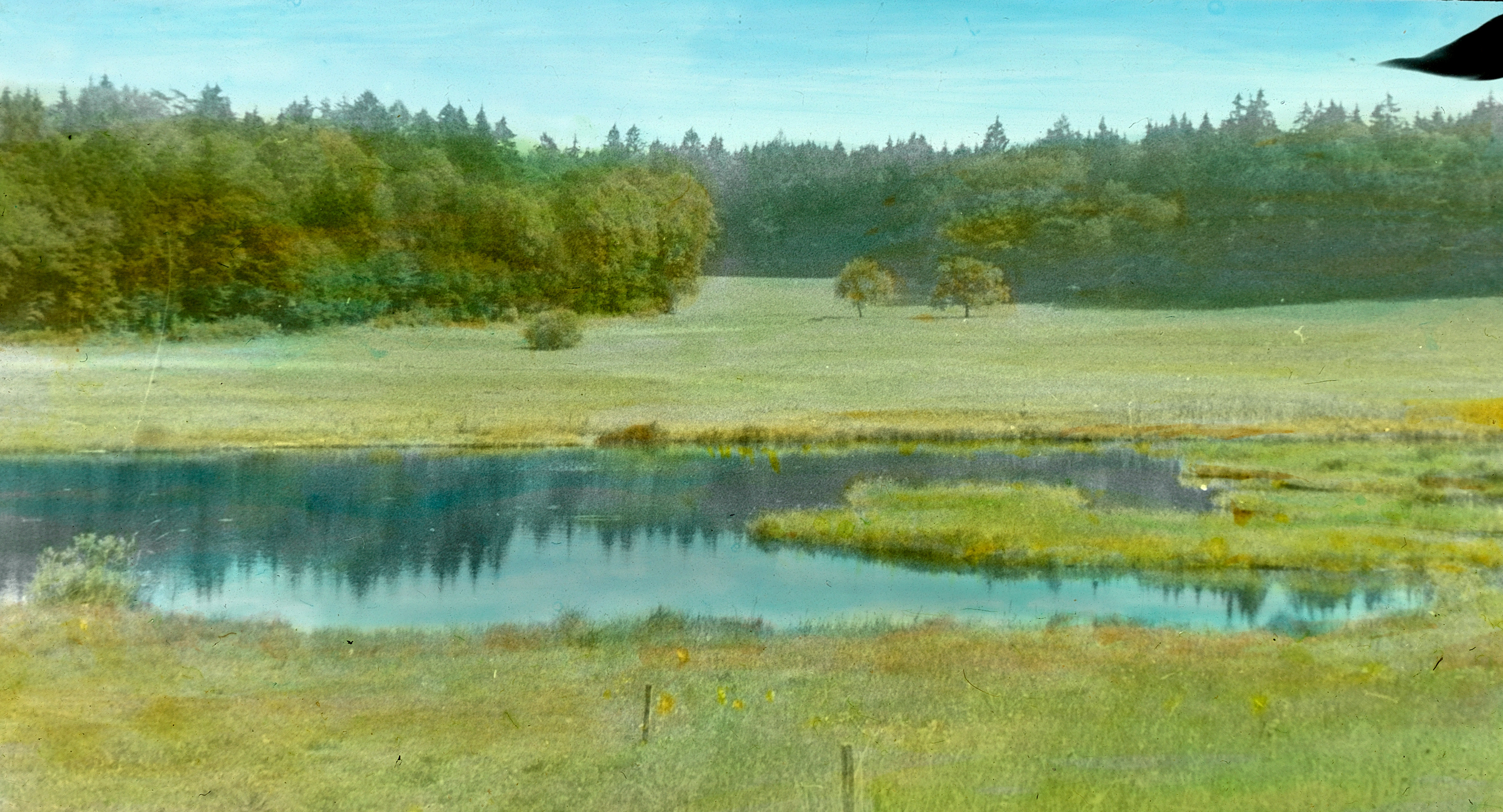
Barchetsee von Westen (1942)

## Schwimmende Inseln

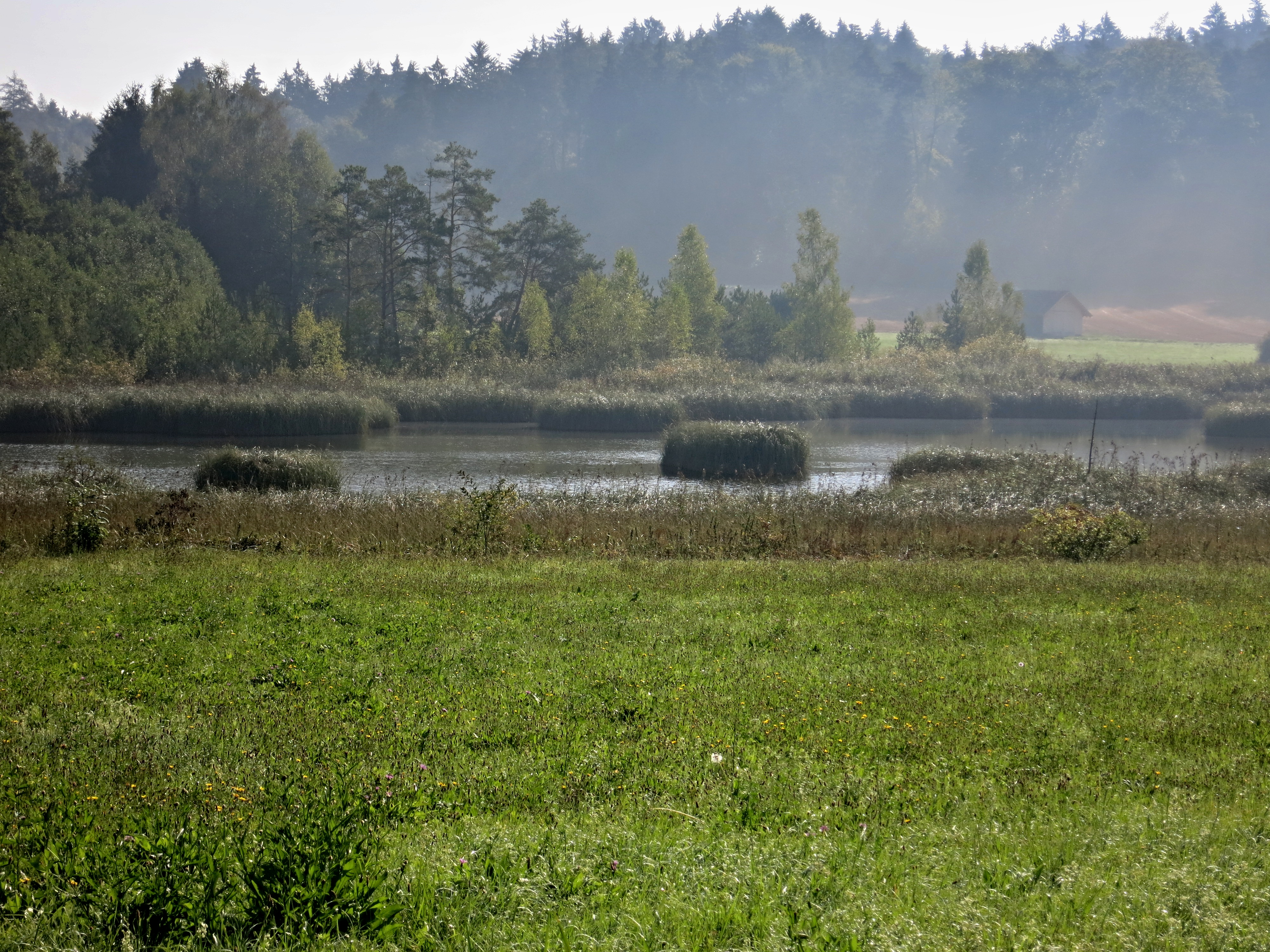
Schwimmende Insel im Barchetsee

Damit der Toteissee für die Barchent-Produktion leichter zu erreichen war, wurden Buchten oder Löcher (Roosse) vom Schwingrasen herausgestochen und in den See hinausgeschoben. Dies führte zu den heutigen, aus Torfbrocken bestehenden, schwimmenden Inseln im See.
Diese Inseln stellen mit denen des Lützelsees in Hombrechtikon schweizweit eine Rarität dar.

## Fauna und Flora
Im und um den Barchetsee leben diverse Tierarten, darunter Spiegelkarpfen, Hechte, Teichmuscheln, Flusskrebse, Pferdeegel und Sumpfrohrsänger. Das Fischen ist im See nicht gestattet. Im Nordosten wurden Amphibienteiche angelegt.
Während die schwimmenden Inseln vor 30 Jahren noch betreten und als Flosse benutzt werden konnten, sind sie heute mehrheitlich mit der Sumpfschneide überwachsen. Auch Sumpfpflanzen wie das Torfmoos mit Sonnentau, verschiedene Orchideen, Farne, Mehlprimel, Wollgras, Fieberklee oder die Blutauge sind am Seeufer und auf den Inseln anzutreffen. Als Wasserpflanzen sind die Krebsschere und die Teichrose zu nennen. Im Norden befindet sich ein für das östliche Schweizer Mittelland typischer Mischwald.

## Freizeit
Der Barchetsee dient Anwohnern und Touristen als unbewachte Badestelle. Es ist ein Floss und eine Feuerstelle vorhanden. Rund um den Barchetsee verläuft ein Wanderweg. Zudem befindet sich der See nördlich der Hauptstrasse 14. Es sind Parkplätze vorhanden.

## Leichenfund
Am 13. Dezember 2007 wurde eine Leiche, die mit einem Betonelement beschwert war, im Barchetsee gefunden. Diese stammte von einem 27-jährigen Mann, einem in Schaffhausen wohnhaften Ägypter. Die Todesursache war eine Schussverletzung. Der mutmassliche Täter wurde 2024 in erster Instanz zu 15 Jahren, im Berufungsprozess vom Thurgauer Obergericht zu 17 Jahren Gefängnis verurteilt. Das Urteil ist noch nicht rechtskräftig.